# John Magaro
John Magaro, född 16 februari 1983 i Akron, Ohio, är en amerikansk skådespelare.
Magaro har bland annat medverkat i TV-serien The Umbrella Academy. Han har även medverkat i filmerna The Big Short och Past Lives.

## Filmografi (i urval)
- 2009 – The Box
- 2010 – My Soul to Take
- 2013 – Captain Phillips
- 2014 – Unbroken
- 2015 – Carol
- 2015–2019 – Orange Is the New Black (TV-serie)
- 2015 – The Big Short
- 2019 – The Umbrella Academy (TV-serie)
- 2023 – Past Lives
- 2023 – Under bryggan
- 2024 – The Agency (TV-serie)
- 2025 – The Bride
- 2025 – Materialists
- 2025 – Köln 75
- 2025 – The Mastermind